# Stephen Jay Gould
Stephen Jay Gould (n. 10 septembrie 1941, New York City, New York, SUA – d. 20 mai 2002, New York City, New York, SUA) a fost un paleontolog, biolog evoluționist și istoric american al științei, de origine evreu. Gould a fost unul dintre cei mai influenți și citiți scriitori de ştiinţă popularizată a generației sale. Gould și-a petrecut cea mai mare parte a carierei sale profesorale la Harvard University, iar cea de paleontolog la American Museum of Natural History din orașul  New York. În ultimii ani ai vieții sale, Gould a predat biologia și evoluția la New York University, aflată în apropierea casei sale din SoHo.
Cea mai importantă contribuție științifică a lui Gould a fost teoria echilibrului punctat pe care a dezvoltat-o împreună cu Niles Eldredge și pe care cei doi au publicat-o în 1972. Teoria celor doi savanți americani propune un model în care lungi perioade temporale de stabilitate sunt punctate de momente rare de salt evoluționar „brusc”, numit cladogeneză. Teoria a  contrastat total cu ideea relativ împământenită a gradualismului filetic, care susținea implicit că schimbările evoluționare sunt marcate printr-un caracter de schimbare continuă, graduală și chiar predictibilă a unei specii, pe care lumea științifică, anterior publicării teoriei echilibrului punctat, căuta să o identifice în modul în care fosilele sugerau o evoluție graduală.
Majoritatea cercetărilor empirice ale lui Gould s-a bazat pe studierea melcilor de uscat, Poecilozonites și Cerion. Gould și-a adus contribuții de asemenea la biologia evoluţionară, primind multe aprecieri de valoare la adresa cărții sale Ontogeny and Phylogeny, în română, Ontologie și filogenie. În teoria evoluționară, Gould s-a opus selecționismului strict, socio-biologiei aplicată la oameni și psihologiei evoluţionare. 
El a dus campanie împotriva creaționismului și a propus că știința și religia trebuie să fie considerate ca două domenii diferite, sau „magisteria”, a căror domenii de autoritate nu se suprapun.
Multe din eseurile publicate de către Gould în revista Natural History au fost retipărite în antologii, ca de exemplu Ever Since Darwin (1977) și The Panda's Thumb (Degetul mare al ursului Panda) (1980), în timp ce lucrările sale populare includ volumele The Mismeasure of Man (Reaua măsura a omului) (1981, a doua ediție, revăzută, în 1996), Wonderful Life (Viața minunată) (1989) și Full House: The Spread of Excellence from Plato to Darwin (Casa globală: Diseminarea excelenței de la Platon la Darwin) (1996).

## Biografie

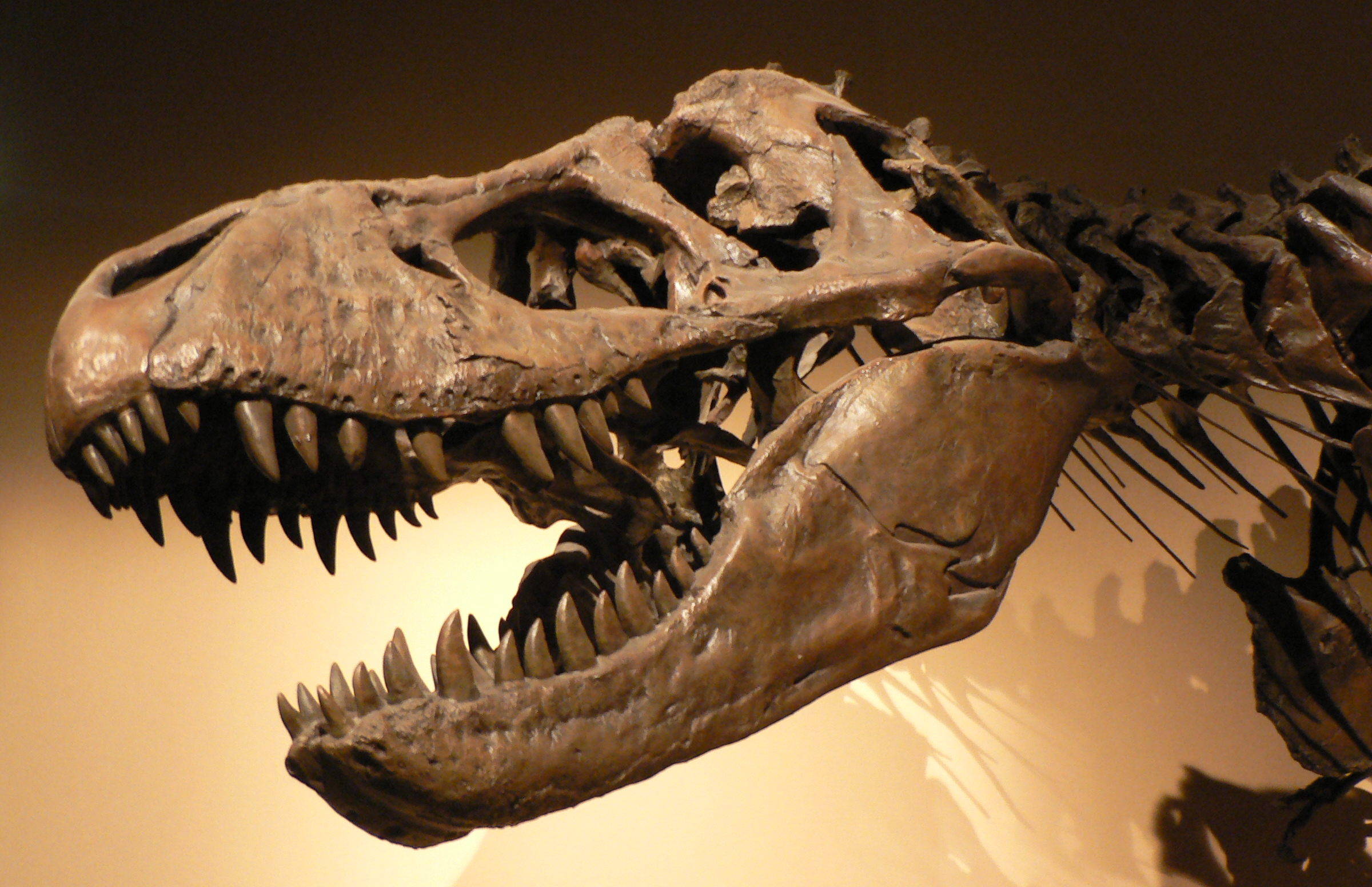
A life size cast of the Tyrannosaurus rex.

## Carieră științifică

### Selecționism și sociobiologie
Gould a fost un adept al rolului constrângerilor biologice, cum ar fi limitele căilor de dezvoltare ale organismelor în rezultatul evoluției, precum și al altor forțe non-selective în evoluție. În special, el a considerat că multe din funcțiile superioare ale creierului uman sunt mai degrabă consecințe nedorite sau colaterale ale selecției naturale decât adaptări directe. Pentru a descrie astfel de caracteristici co-optate el a inventat, împreună cu Elisabeth Vrba, termenul de exaptație. Gould credea că această noțiune subminează o premisă esențială a sociobiologie umane și psihologiei evoluționiste.

#### Împotriva „Sociobiologiei”
În 1975, E.O. Wilson și-a prezentat analiza comportamentului uman într-un cadru socio-biologic. Ca răspuns, Gould, Richard Lewontin și alții din regiunea Bostonului au redactat o scrisoare adresată revistei New York Review of Books intitulată Against 'Sociobiology' (Împotriva „Sociobiologiei”), scrisoare adesea citată ulterior. Această scrisoare deschisă a criticat „vederea deterministă a societății umane și a acțiunilor umane” propusă de Wilson.

## Controverse
Gould și Dawkins nu sunt de acord asupra importanței date selecției genelor în evoluție. Dawkins a susținut că evoluția este cel mai bine înțeleasă ca o concurența între gene (sau replicatori), în timp ce Gould a susținut importanța concurenței la mai multe niveluri, incluzând selecția genelor, a liniilor celulare, a organismelor, demelor, speciilor și cladelor. O critică a concepțiilor lui Gould poate fi găsită în capitolul 9 al cărții lui Dawkins The Blind Watchmaker (Ceasornicarul orb) și în capitolul 10 al lui cărții lui Dennett Darwin's Dangerous Idea (Ideea periculoasă a lui Darwin).

### Fauna din Cambrian
Interpretarea de către Gould, în cartea sa Wonderful Life (Viața minunată), a fosilelor cambriene din șisturile Burgess (Burgess Shale)  subliniază diferențele izbitoare morfologice (sau „stranietatea”) acestei faune și rolul șansei în a stabili care dintre membrii acestei faune au supraviețuit și au prosperat. El a folosit fauna Cambriană pentru a exemplifica rolul contingenței în modelul larg al evoluției.